# Zbór Kościoła Adwentystów Dnia Siódmego w Zakopanem
Zbór Kościoła Adwentystów Dnia Siódmego w Zakopanem – zbór adwentystyczny w Zakopanem, należący do okręgu wschodniego diecezji południowej Kościoła Adwentystów Dnia Siódmego w RP.
Pierwsi adwentyści pojawili się w Zakopanem w 1926 r. Zakopiański zbór adwentystyczny został założony w 1940 r.
. Nabożeństwa odbywają się w kościele przy ul. Broniewskiego 10 każdej soboty o godz. 9.30.